# Ma Jun
Ma Jun (chiń. upr. 马钧; chiń. trad. 馬鈞; pinyin Mǎ Jūn; Wade-Giles Ma Chün fl. 220–265) znany także jako Deheng (徳衡) – chiński wynalazca, inżynier mechanik, urzędnik państwowy w epoce Trzech Królestw. Jego najważniejszym wynalazkiem był wóz wskazujący południe, rodzaj mechanicznego kompasu na wozie, który wyposażony był w mechanizm różnicowy, urządzenie przekazujące jednakowy moment siły na koła obracające się z różną prędkością.

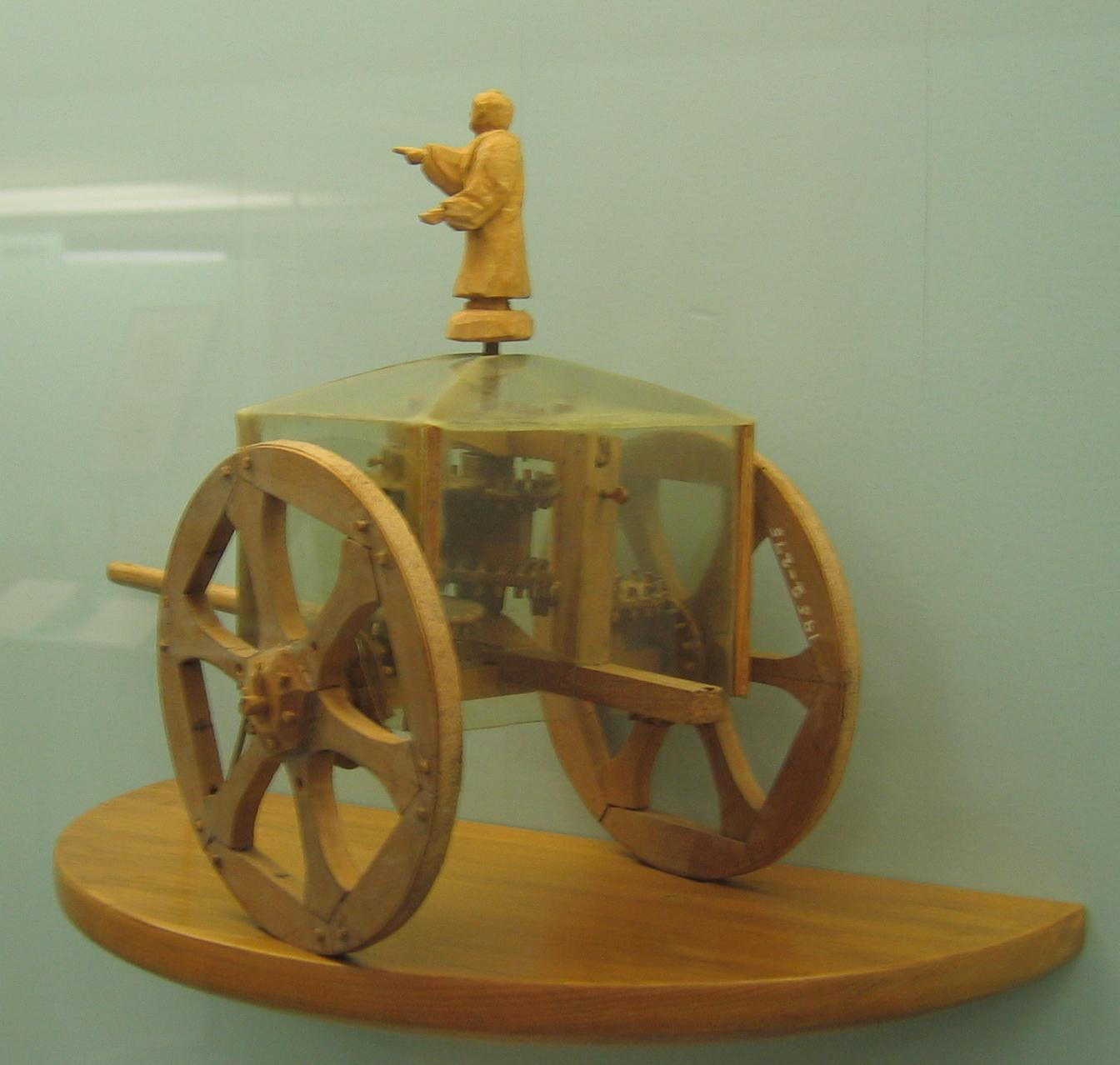
Model pojazdu

Dzięki temu i innym wynalazkom Ma Jun jest uważany za jednego z najbardziej błyskotliwych inżynierów i konstruktorów swoich czasów, na równi z Zhang Hengiem (78–139) z czasów wcześniejszej dynastii Han. Jego konstrukcja została odtworzona w późniejszych latach przez astronoma i matematyka Zu Chongzhi (429-500). W późniejszym okresie wóz wskazujący południe Ma Juna łączono w jedno urządzenie z drogomierzem.
Według jego przyjaciela, poety i filozofa Fu Xuana (217-278), Ma Jun urodził się w Fufeng, które leży w dolinie rzeki Wei, między Wugongiem i Baoji. W młodości Ma Jun podróżował po całej prowincji Henan i otrzymał niższy tytuł bo shi. Mimo tytułu, za młodu był ubogi, i dopiero wykorzystanie zdolności mechanicznych pozwoliło mu zdobyć uznanie.
Ma Jun pełnił następnie dość znaczące funkcje urzędnicze w północnym państwie Wei (Cao Wei); był doradcą ds. polityki (ji shi zhong), a także nadzorował budowę pałacu Chong Hua dla Cao Rui (cesarza Mingdi z dyn. Wei). Ma Jun był bardzo znany w Wei jako utalentowany konstruktor broni i urządzeń mechanicznych, co opisuje w swym eseju Fu Xuan, zaznaczając równocześnie, że Ma nie był zbyt dobrym mówcą i miał kłopoty z opisaniem swych wynalazków i pomysłów; z tego powodu był czasem obiektem ataków na dworze i miał kłopoty z uzyskaniem materiałów i zezwoleń na prowadzenie swych eksperymentów.

## Osiągnięcia inżynieryjne

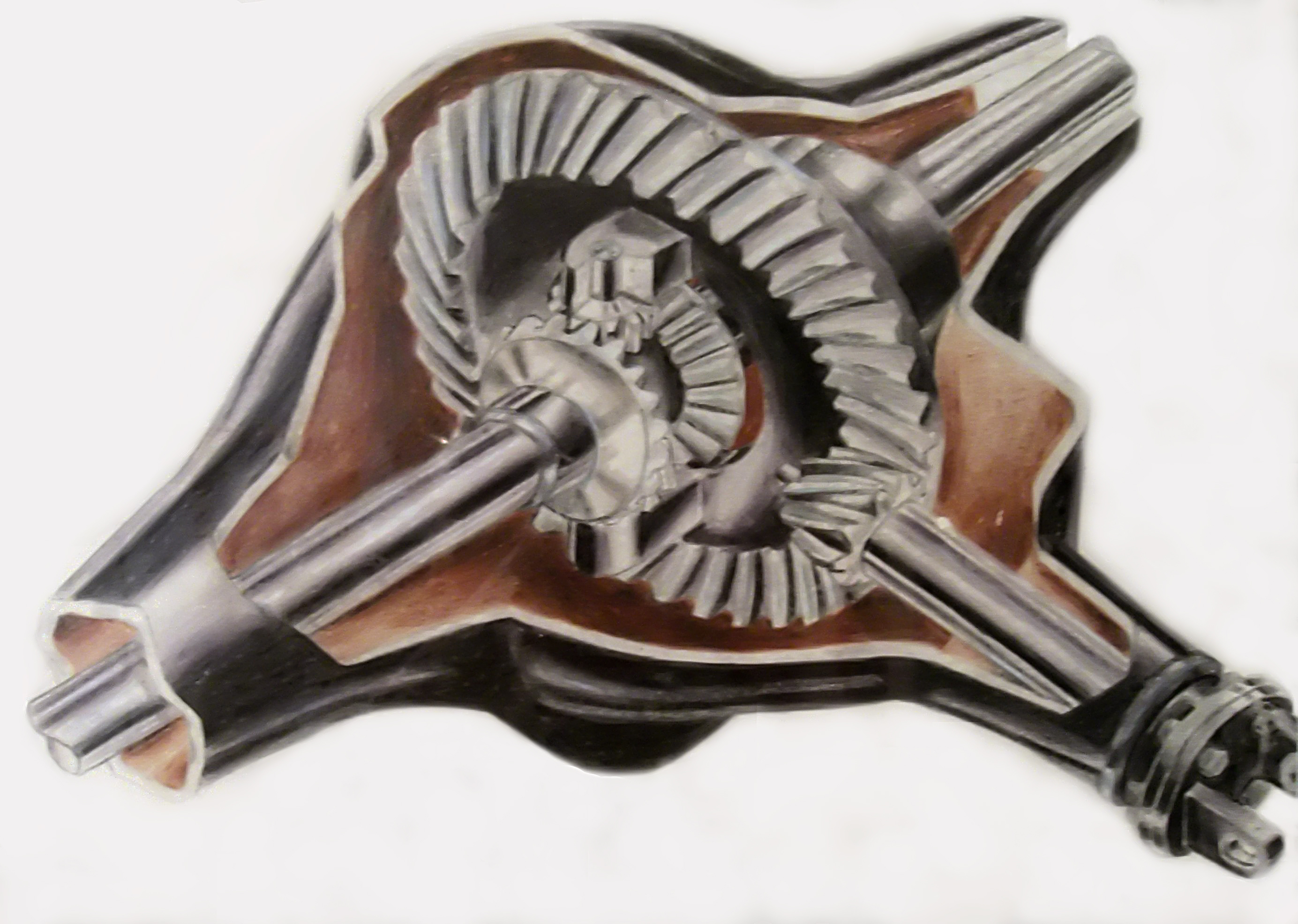
Ilustracja mechanizmu różnicowego przekazującego napęd z wału napędowego na tylne koła nowoczesnego samochodu

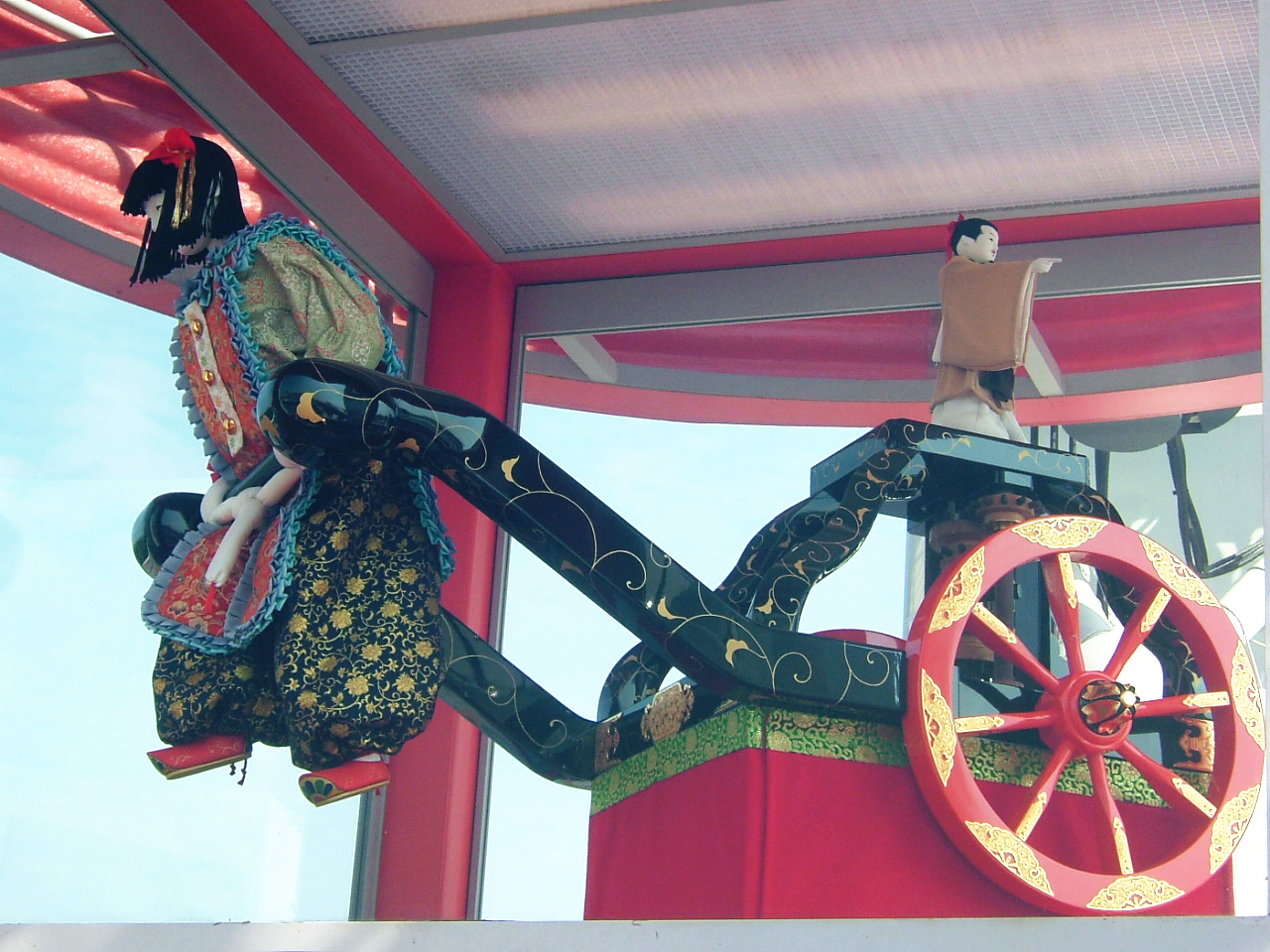
Replika wozu wskazującego południe z 2005 roku

Jednym z wczesnych wynalazków Ma Juna było ulepszone krosno do jedwabiu, co według Fu Xuana, pozwoliło mu zyskać duże uznanie ze względu na umiejętności wynalazcze. Za jego czasów, krosna jedwabne miały zazwyczaj 50 nicielnic i 50 pedałów, czasem nawet po 60. Ma Jun zbudował krosno które miało tylko 12 pedałów, co nie tylko usprawniło i przyspieszyło proces tkania, lecz także umożliwiło tkanie nowych, złożonych wzorów.
Podczas służby na dworze Wei, Ma Jun wdał się w spór ze stałym doradcą Gaotang Longiem i generałem jazdy Qin Langiem na temat pomysłu na wóz wskazujący południe. Minister i generał wyśmiewali się z wiary Ma Juna w historyczne teksty, mówiące, że takie urządzenie zostało kiedyś zbudowane (według legend, przez samego Żółtego Cesarza), co uważali za nonsensowny i ahistoryczny mit. Ma Jun miał odpowiedzieć, że puste argumenty i słowa nie mogą się równać z eksperymentem przynoszącym konkretne rezultaty. Po otrzymaniu polecenia, by zbudował taki pojazd, Ma skonstruował w pełni działający pojazd w 255 roku. By zbudować ten wóz – mechaniczny kompas, Ma skonstruował jeden z pierwszych na świecie mechanizmów różnicowych. Jest to pierwszy historycznie udokumentowany przykład zastosowania mechanizmu różnicowego. W Chinach wóz wskazujący południe został powtórnie wynaleziony przez Zu Chongzhi (429-500 AD), ponieważ pierwotne plany i wskazówki zaginęły.
Dla cesarza Mingdi, Ma Jun skonstruował też złożony, mechanicznie sterowany i napędzany hydraulicznie teatr lalkowy (znacznie bardziej skomplikowany, niż zestaw mechanicznych lalek odkrytych przez Liu Banga, pierwszego cesarza dynastii Han, gdy robił przegląd dóbr przejętych w starym skarbcu byłego cesarza Qin Shi Huang). Teatr lalek Ma Juna był zbliżony do greckiego modelu wynalezionego przez Herona z Aleksandrii. Różniły się tym, że model Herona wykorzystywał obracające się cylindryczne koło zębate, z linkami i cięgnami do napędu. Model Ma Juna wykorzystywał poziome koło, napędzane wodą.
Ma Jun skonstruował także pompę łańcuchową z prostokątnymi płytkami tłoczącymi, służącą do irygacji. Nie był jednak pierwszym, który takie urządzenie w Chinach skonstruował. Wcześniej, w roku 80, filozof Wang Chong, opisał je w swoim dziele. Za czasów wschodniej dynastii Han, eunuch dworski Zhang Rang nakazał inżynierowi Bi Lanowi zbudowanie serii takich pomp pod stolicą, Luoyangiem, dla nawadniania i dostarczania wody pitnej. Ma Jun skonstruował swoje pompy na potrzeby nawadniania nowo założonych ogrodów w Luoyangu, stworzonych na rozkaz cesarza Minga. Innym, mniej udanym wynalazkiem Ma Juna, była próba konstrukcji machiny miotającej, wyrzucającej serię pocisków dzięki sile odśrodkowej. Najprawdopodobniej zasięg uzyskany był niezbyt duży i broń pozostała w sferze prototypów.